# Battle Mania Daiginjō
Battle Mania Daiginjō (バトルマニア 大吟醸) est un jeu vidéo développé et édité par Vic Tokai, sorti en 1993 sur Mega Drive. Il s'agit d'un shoot them up à défilement horizontal.
Il fait suite à Trouble Shooter (1991).